# Motoveliero

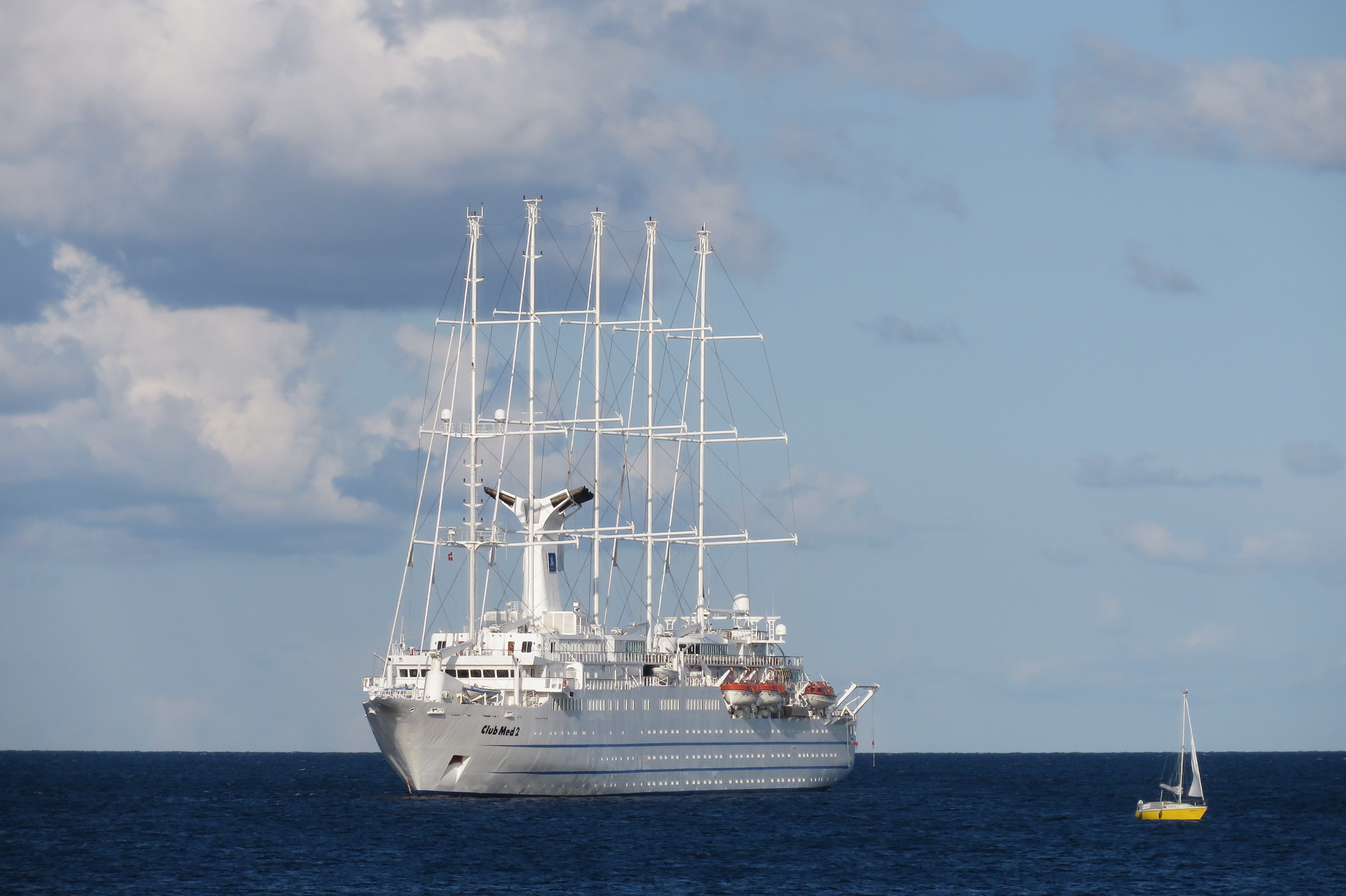
La nave da crociera Club Med 2 combina la spinta di sette vele regolate con sistemi computerizzati ad un più tradizionale apparato di propulsione diesel-elettrico

Il motoveliero (in sigla M/V, in inglese: motorsailer) è una nave a propulsione mista, meccanica e a vela, il cui apparato di propulsione meccanica è capace di imprimerle una velocità non inferiore a 7 nodi rendendolo in grado di navigare a motore a velocità di crociera anche su lunghe tratte, all'andatura corrispondente al regime per il servizio continuativo, al dislocamento di pieno carico, in acqua tranquilla, senza l'ausilio delle vele.
Tale soluzione tecnica è stata sperimentata e utilizzata, seppure in maniera non diffusa, anche per unità mercantili dopo le prime sperimentazioni condotte negli anni ottanta con la giapponese Shin Aitoku Maru.
Un criterio empirico per distinguere un motoveliero da una tradizionale barca a vela consiste nel rapporto tra la superficie velica (in metri quadri) e la potenza del motore (in hp).
Se tale rapporto è superiore a 1 (esempio: 45 mq di vela e 40 cv motore) ed inferiore a 2 (esempio: 70 mq di vela e 40 cv motore) , allora la barca si può considerare un motorsailer .
È bene sottolineare che la definizione "motoveliero" riguarda solo la dotazione motoristica, e non indica necessariamente una barca poco ottimizzata alla navigazione a vela. Negli ultimi anni, grazie a tecnologie come il common-rail e il turbocompressore molte barche a vela, anche sportive, montano di serie motori entrobordo di potenza tale da farle ricadere nella categoria in questione.
In particolare le barche destinate alle lunghe navigazioni d'altura, i cosiddetti "blue water cruiser", pur essendo barche a vela a tutti gli effetti, sono sempre più spesso equipaggiate con motori generosi, per poter manovrare con più sicurezza in situazioni impegnative. 